# Отражение в воде
«Отраже́ние в воде́» — песня для музыкального фильма «Сезон чудес» (режиссёр Георгий Юнгвальд-Хилькевич), сочинена в 1984 году. Исполнитель — Алла Пугачёва, композитор и продюсер — Юрий Чернавский, слова — Леонид Дербенёв.

## Создание песни
Аранжировка песни была записана в домашней студии Юрия Чернавского. Запись сольного голоса, бэк-граунда и сведение были произведены на студии Пугачёвой в московском комплексе «Олимпийский».
Звукорежиссёры — Юрий Чернавский и Александр Кальянов.
Как вспоминает Юрий Чернавский о записи песни «Отраженье в воде»:
— Тогда, в 1984-м, после «Белой двери», я решил записать песню с более сложной музыкальной фактурой. Она строилась на многоголосии, параллельных и контрапунктных вокальных партиях, и моё любопытство пересилило искушение сделать что-то попроще для фильма Юры Хилькевича — «Сезон чудес»…
Алле такая студийная «игра» очень понравилась… Мы работали часами, и когда получалось, все балдели — от техников и саунд-инженеров до нас самих… Особенно Кальян Иваныч:

— Юрочек, — бубнил он мне в ухо, — а песенка-то крутая получатся!..
В конце концов песня получилась совсем не «совковая» (что, видимо, и повлияло на её нескорую популярность) — слишком непривычной она была для слушателя в СССР 1980-х. Но, как показало время, восторженных слушателей для неё в стране нашлось немало.

Позже я приготовил версию на английском языке, но закрутились… и не успели записать, как и много того, что задумали с Аллой…

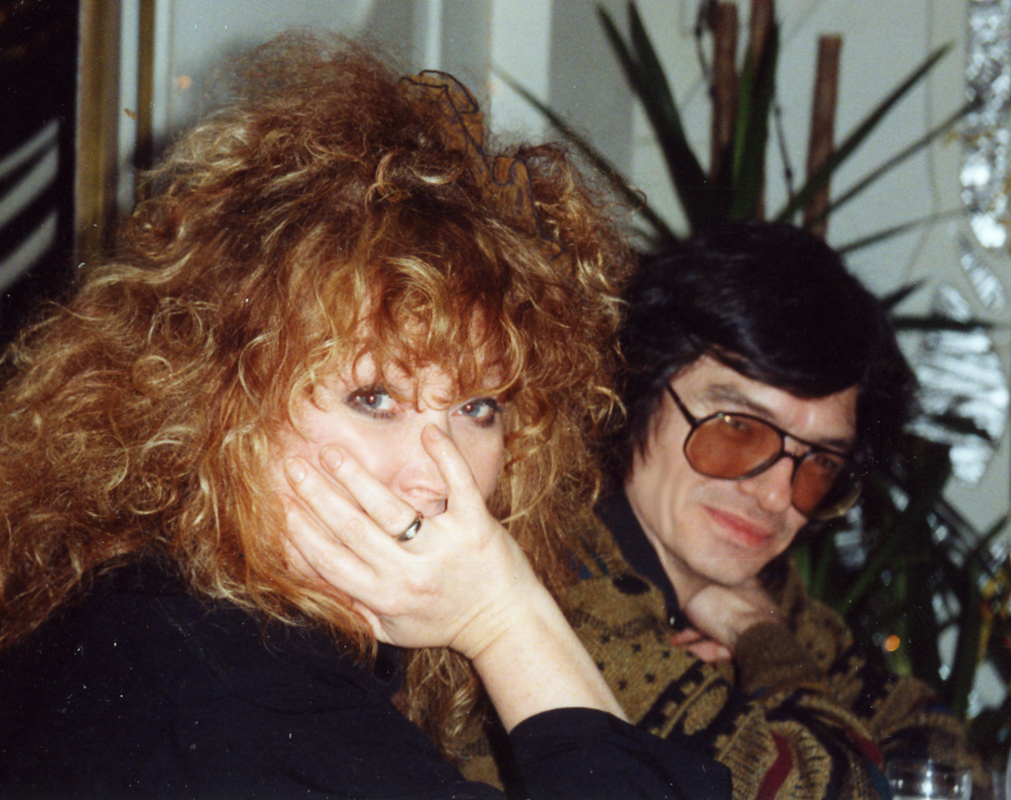
А. Пугачёва у Ю. Чернавского с творческим визитом (Германия, Берлин, 1992)

## А. Пугачёва и «Отраженье в воде»
«…Мне лично нравится период творчества Аллы Пугачевой с Юрием Чернавским (примерно 1984—85). „Сирена“, „Белая Дверь“, „Отражение в воде“ — всё это очень круто» — так отзываются зрители о творческом тандеме Чернавский—Пугачёва
Их последней совместной работой был дуэт «Я не могу без тебя».
…Песни Чернавского «Белая дверь» и «Отражение в воде» можно отнести к самым завораживающим вещам Пугачевой, а стилистически их определить как психоделический нью-вейв… Всё свежее и актуально звучащее до сих пор….
DJ Грув в 1997 выпустил альбом ремиксов, в том числе «Лики» (на песню Аллы Пугачевой «Отражение в воде»).
DJ BalkAnton сделал ремикс «Отраженье Аre Blind» («Отраженье слепо»), смикшировав исполнение Пугачёвой «Отраженье в воде» и Пэрис Хилтон, которая в своём суперхите «Stars are blind» («Звёзды слепы́») использует две части из трёх, песни «Отраженье в воде», причём — с той же мелодией, гармонией, в том же темпе, в той же тональности и манере.
— …Нетленный хит конца 80-х «Отражение в воде», который исполняла Алла… Алла Борисовна давно заметила, что эти две песни очень похожи, — признались «КП» люди из окружения Пугачевой.
— Но, судиться с Пэрис Хилтон она не собирается… А вот Чернавский может и заявит о своих правах. Плагиат тут налицо!.. — возмущалась команда Пугачёвой.
Но у Чернавского были другие планы:
— Когда Пэрис Хилтон спела свой хит «The stars are blind» (2006), — вспоминает Юрий, — ребята из окружения Пугачёвой тут же напряглись… DJ BalkAnton выпустил ремикс Алла—Пэрис — забавно… Все, кто знали Аллину «Отраженье в воде» хихикали, подбивая меня на «реванш»… Но я уже прожил в Америке 15 лет, и вступать в юридические споры с коллегами не собирался — скучно… головная боль только…

## Первые фильмы в клиповом формате
Кино-клип «Отраженье в воде» часто показывался на каналах Центрального ТВ. Песня выпущена миллионными тиражами на многочисленных пластинках и сборниках, широко представлена в интернете.